# معهد كارولنسكا
معهد كارولنسكا (بالسويدية Karolinska Institutet) هو جامعة طبية سويدية مقرها في بلدية سولنا، ستوكهولم وتعد من أهم مراكز الأبحاث الطبية في أوروبا، ويوكل إليه سنوياً منح جائزة نوبل في الفسيولوجيا والطب. ومعهد كارولنسكا هو عضو في الرابطة الأوروبية للجامعات البحثية وملحق به مستشفى جامعي. ولغة الدراسة الأساسية في المعهد هي اللغة السويدية غير أن مشاريع الدكتوراه تتم بالإنجليزية.

## التأسيس وأصل الاسم

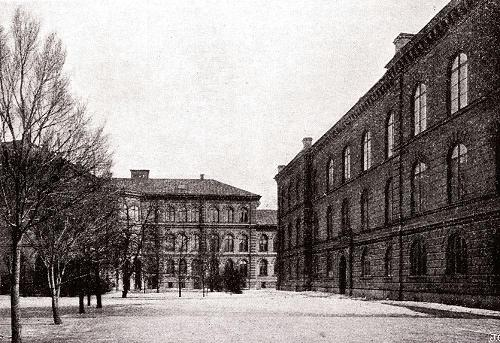
صورة تاريخية لمباني معهد كارولنسكا

تأسس معهد كارولنسكا بين عامي 1810 و1811 كمركز لتدريب الجراحين العسكريين تحت اسم "المعهد الطبي الجراحي (بالسويدية Medico-Chirurgiska Institutet)، وفي عام 1917 ألحقت كلمة كارولنسكا Karolinska باسم المعهد، وهي كلمة مأخوذة من كلمة "كارولينر" Karoliner بالسويدية التي كانت تطلق على جنود الملك كارل الثالث عشر ملك السويد. وفي عام 1868 تم اختصار الاسم إلى "معهد كارولنسكا" Karolinska Institutet - KI.

## التصنيف الدولي
في سنة 2008 احتل معهد كارولنسكا الترتيب الحادي والخمسين في التصنيف الأكاديمي لجامعات العالم الذي صدر عن جامعة شانغهاي جياو تونغ الصينية وضم 6 آلاف كلية وجامعةجامعة، وفي سنة 2009 كان معهد كارولنسكا في المركز الخمسين عالمياً حسب هذا التصنيف .

## من مشاهير الخريجين والأساتذة
- يونس ياكوب بيرتسيليوس: واحد من آباء علم الكيمياء الحديث. ابتكر الطريقة الحديثة لكتابة الصيغ الكيميائية واكتشف عناصر السليكون والسيلينيوم والثوريوم والسيريوم. كان أستاذًا بمعهد كارولنسكا.
- كارل جوستاف موساندر: تلميذ برتسيليوس وخليفته في كرسيه الأكاديمي سنة 1836. اكتشف عناصر اللانثانوم والإربيوم والتيربيوم.
- هوغو تيورل: حاصل على جائزة نوبل في الطب سنة 1955.
- تورستن فيزل:حاصل على جائزة نوبل في الطب سنة 1981. حصل على درجة الدكتوراه في الطب من المعهد سنة 1946.
- سوني برغستروم: حاصل على جائزة نوبل في الطب سنة 1982، مشاركة مع مواطنه وزميله بنغت صمويلسون والبريطاني جون روبرت فين.
- بنغت صمويلسون: أحد شريكي سوني برغستروم في جائزة نوبل في الطب لعام 1982.
- رانيار غرانيت: عالم وظائف أعضاء حصل على جائزة نوبل في الطب سنة 1967.
- أولف فون أولر: حاصل على جائزة نوبل في الطب سنة 1970.
- إيفا كلاين: طبيبة سويدية-هنغارية ورائدة في مجال علم الأحياء بفضل إسهاماتها خاصة في مجال علم الأحياء الخلوي.

## وصلات خارجية
- موقع معهد كارولنسكا على الشبكة الدولية للمعلومات (إنترنت) ـ بالسويدية والإنجليزية
- نيلز بيجيروت